# Charles Holland (cantante)
Charles Holland (Norfolk, 27 de diciembre de 1909 – Ámsterdam, 7 de noviembre de 1987) fue un cantante tenor y actor estadounidense.

## Vida
Charles Holland nació en Norfolk, Virginia, el 27 de diciembre de 1909. Hermano mayor del trompetista de jazz Peanuts Holland, comenzó a tomar lecciones de canto a los 14 años. Holland se mudó a Los Ángeles, donde estudió con May Hamaker Henley y Georges Le Pyre, y con Clyde Burrows en Nueva York.

## Carrera
En la década de 1930 cantó en las orquestas de jazz de Benny Carter y Fletcher Henderson. Con este último grabó el álbum de 1934 Harlem Madness (Victor 21699). También actuó en teatros musicales, realizó giras con el Coro Hall Johnson y tuvo su propio programa de radio en NBC durante 13 semanas.
En los años siguientes tuvo papeles en el drama de Marc Connelly The Green Pastures (1936, sin acreditar, posiblemente como solista del Hall Johnson Choir) y en la película Hullabaloo (1940). Con el tiempo, Holland pasó musicalmente a la música clásica, apareciendo en Four Saints in Three Acts (1928) de Virgil Thomson; Run, Little Chillun (1933) de Hall Johnson; y The Airborne Symphony (1946) de Marc Blitzstein. Con motivo de su debut en recital en The Town Hall de la ciudad de Nueva York en 1940, Ross Parmenter lo elogió en The New York Times; «un artista refinado y delicado con una voz ligera, dulce y verdadera».

### Carrera fuera de los Estados Unidos
Como las oportunidades de Holland de triunfar como afroestadounidense en el campo de la música clásica eran limitadas, se mudó a Europa en 1949 y, después de una breve estancia en Suecia, se instaló en París. Hizo su debut como Monostatos en La flauta mágica de Mozart en el Palais Garnier en 1954 y apareció en el papel de Nadir en Les pêcheurs de perles de Bizet en la Salle Favart en 1955. También cantó en la radio y la televisión francesas, apareció en el papel principal de Otelo de Verdi en Londres, e hizo apariciones especiales en papeles de ópera y recitales de canciones en Europa, Australia, Nueva Zelanda y Canadá. En 1959 Holland trabajó por primera vez en los Países Bajos. Sus papeles incluyeron a Álvaro en La fuerza del destino de Verdi, el papel principal en Fausto de Gounod y Radamès en Aida de Verdi.

### Regreso a Estados Unidos
El regreso de Holland a la escena musical estadounidense fue posible cuando conoció a Dennis Russell Davies en 1975. Luego realizó una gira con Davies durante varios años a partir de 1977 y grabó con su orquesta. El aria de Massenet «O Souverain» (de Le Cid), que interpretó en un concierto en California en 1977, inspiró a Laurie Anderson a escribir su canción «O Superman». En 1981 tuvo un exitoso concierto en la ciudad de Nueva York e hizo su debut, Carnegie Hall en 1982. En 1983 grabó un álbum de espirituales, My Lord What a Mornin', con Davies al piano. Al año siguiente realizó nuevamente una gira por Nueva York, recibiendo una crítica positiva del crítico del New York Times Will Crutchfield, quien dijo: «cantó con todo el corazón y con una convicción que no necesita dar lugar a nadie», añadiendo que «su voz le falló a veces; su espíritu nunca».

## Vida personal
Charles Holland estaba casado con Catherine y tenían dos hijos, Charles y Mark. Holland murió el 7 de noviembre de 1987 en Ámsterdam.

## Discografía selecta

### Álbumes
- 1952 – Mozart. Orquesta de la Sociedad de Conciertos del Conservatorio (Pathé DT 1008).
- 1971 – Waarheen, waarvoor. Varios artistas (Imperial 5C 052-24364).
- 1980 – Waarheen, waarvoor. Varios artistas (Music for Pleasure 1A022-58016).
- 1982 – My Lord, What a Mornin' . Dennis Russell Davies (1750 Arch Records).
- 1988 – L'Invitation au Voyage. Dennis Russell Davies (Aperto).
- 1988 – Hoogtepunten uit: Les pêcheurs de perles; De parelvissers. Marco Bakker, Patricia Madden, Robert Holl (EMI, 5C 053-24595).

### Sencillos y EP
- 1934 – Harlem Madness; Phantom Fantasie. Fletcher Henderson and His Orchestra (His Master's Voice B.6515).
- 1941 – Honor! Honor!; Talk About a Child That Do Love Jesus. Ralph Linsley (RCA Red Seal).
- 1954 – Cinq negro spirituals exaltante l'arrivée de Notre Seigneur Jésus-Christ sur la Terre. Jacqueline Bonneau (Pathé 45 ED 28).
- 1954 – Negro-Spirituals. Jacqueline Bonneau (Pathé 45 ED 29).
- 1970 – I Believe. Marco Bakker (His Master's Voice).
- ?  – Beautiful Bird, Sing On; In the Valley Where the Bluebirds Sing (Regal G 6454).